# 笏
笏，俗称奏板、朝板、手板、手簡、玉板等，是中国古代大臣上朝时拿着的一块弧形板子，並傳到日本、朝鮮半島、越南、琉球等東亞地區，上面可以记录要参奏的内容或是君主的旨意，笏的用意亦有遮口穢，以表示對帝王尊敬的說法。天子执圭，臣子执笏，这种礼仪开始于周朝。

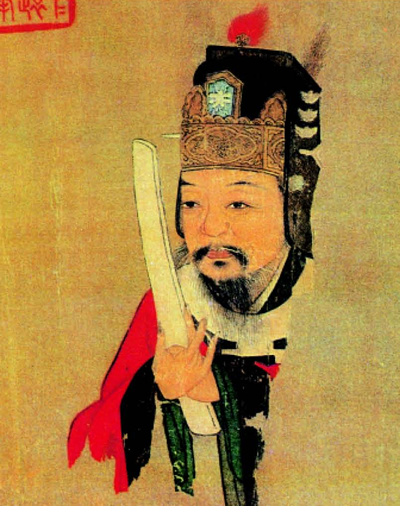
北宋范仲淹画像

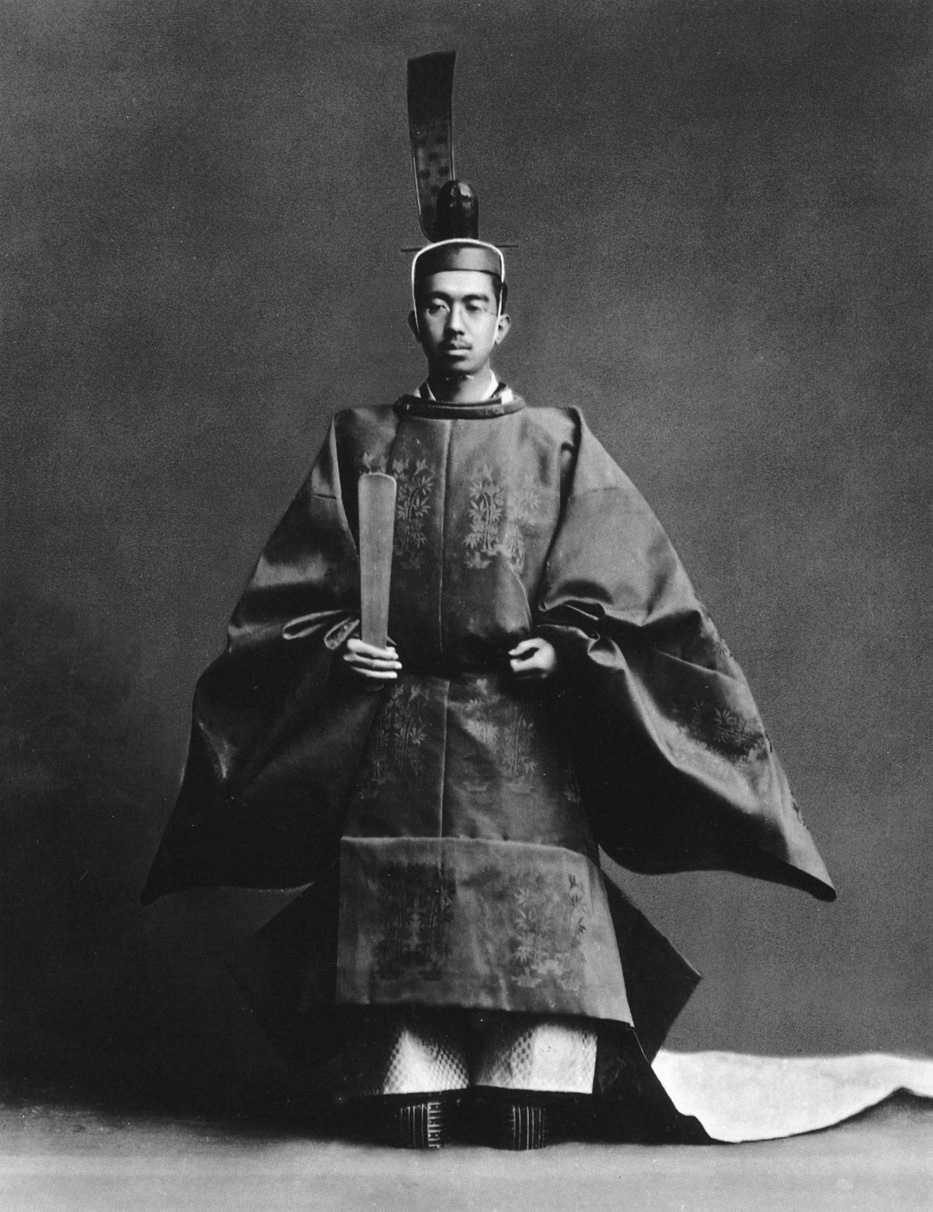
昭和天皇手持笏板之像

最初笏用竹制成，后来用骨、牙或玉所制作。文武大官品第不同，所持笏板的材質也不同。後來也成為道教法器之一。中国古代官员手持笏板乃是上窄下宽，笏板的長度規定是二尺有六寸，在君王面前指点事物时使用，接受君王命令时，则将命令写在笏上。，算是一種備忘錄。唐朝規定，官員把笏板插在腰帶上，騎馬上朝。明朝規定四品官以上執象笏，五品官以下執木笏。笏板在中國古代是一種地位的象徵，歸有光的《項脊軒志》記載︰“頃之，持一象笏至，曰：‘此吾祖太常公宣德間執此以朝，他日汝當用之。’”。

## 延伸阅读
[在维基数据编辑]
 《欽定古今圖書集成·經濟彙編·考工典·笏部》，出自陈梦雷《古今圖書集成》